# CANoe
CANoe ist eine Entwicklungs- und Test-Software der Vector Informatik GmbH. Die Software wird hauptsächlich bei Fahrzeug- und Steuergerätezulieferern zu Entwicklung, Analyse, Simulation, Test, Diagnose und Inbetriebnahme von Steuergerätenetzwerken und einzelner Steuergeräte eingesetzt. Durch seine weite Verbreitung und die Vielzahl der unterstützten Bussysteme eignet es sich besonders gut für die Steuergeräte-Entwicklung konventioneller Fahrzeuge sowie für Hybrid- und Elektrofahrzeuge.
CANoe unterstützt die Bussysteme CAN, LIN, FlexRay, Ethernet und MOST sowie auf CAN basierende Protokolle wie SAE J1939, CANopen, ARINC 825, ISOBUS und weitere.

## Beschreibung
1996 wurde die erste CANoe-Lizenz von Vector verkauft. Die Software hat sich seitdem für die Steuergeräteentwicklung etabliert. Neben dem Haupteinsatzgebiet „Elektronikvernetzung im Automobil“ erfolgt der Einsatz von CANoe in Bereichen wie Nutzfahrzeuge, Schienenfahrzeuge, Sonderfahrzeuge, Avionik, Medizintechnik und vielen mehr.
Neue Ansätze der Automobilindustrie zur Vernetzung mit IP-Architekturen werden von CANoe unterstützt. Neben der Kommunikation innerhalb von Fahrzeugen wird CANoe auch bei der Entwicklung kooperativer Systeme über Car2X / V2x eingesetzt.
Am Anfang des Entwicklungsprozesses eines Steuergerätenetzwerkes oder Steuergeräts werden mit CANoe Simulationsmodelle erstellt, die das Verhalten der Steuergeräte nachbilden. Im weiteren Verlauf der Steuergeräteentwicklung sind diese Modelle die Grundlage für die Analyse, den Test und die Integration von Bussystemen und Steuergeräten.
Die Daten werden sowohl roh als auch symbolisch dargestellt und ausgewertet. Hierfür wurde bereits 1992 durch Vector das Datenformat DBC entwickelt, das sich im Automobilbereich zum De-facto-Standard für den Austausch von CAN-Beschreibungen entwickelt hat. Entsprechend werden die jeweils relevanten Standards bei den anderen Bussystemen unterstützt, zum Beispiel FIBEX bei FlexRay, LDF bei LIN, EDS/DCF/XDD bei CANopen.

## Versionen
Version 1.0 wurde 1996 veröffentlicht.
Die aktuelle Version von CANoe ist 19.
CANoe gibt es in verschiedenen Varianten. Dies bezieht sich auf den Funktionsumfang (full, run, pex), auf unterstützte Bussysteme (CAN, FlexRay, …) und auf unterstützte höhere Protokolle (SAE J1939, CANopen, …).
Es werden die Sprachen deutsch, englisch und japanisch unterstützt.